# Шляхова (притока Коломаку)
Шляхова — річка у Валківській міській громаді та Коломацькій селищній громаді Богодухівського району Харківської області. Ліва притока Коломаку (басейн Дніпра).

## Опис
Довжина 14 км, похил річки — 3,1 м/км. Формується з декількох безіменних струмків та водойм. Площа басейну 88,5 км².

## Розташування
Шляхова бере початок на південній околиці села Миколаївки. Тече переважно на північний захід через село Шляхове. У селищі Коломак впадає в річку Коломак, ліву притоку Ворскли.

## Притоки
- Балка Колодязна - витік річки у Валківській громаді, бере початок у західній частині села Сніжків
- Балка Ясенова - ліва притока у Валківській громаді, бере початоу у селі Ясеневе, тече спочатку на захід, потім на північний захід і впадає у річку Шляхову на сході від села Шляхове.
- Балка Попова - права притока у Валківській та Коломацькій громадах, бере початок у селі Канкатузівка, тече перважно на захід і впадає у Шляхову на південному заході від села Миколаївка.
  - Яр Дацьків - права притока Яру Попового, впадає у селі Миколаївка
- Балка Хранців Яр - ліва притока у Коломацькій громаді. Бере початок у селі Дорофіївка, тече на північний захід і впадає у річку Шляхову у селі Шляхова.
- Балка Крашеницина - права притока у Коломацькій громаді, бере початок на північному сході від села Бровкове, тече переважно на південний захід і впадає у річку Шляхову на західній околиці села Шляхове.
- Балка Рідкодуб[1] - ліва притока у Коломацькій громаді. Бере початок у селі Дмитрівка, тече переважно на північ через село Логвинівка і і впадає у річку Шляхову на західній околиці села Шляхове.
- Балка Сургаїв Яр -  ліва притока у Коломацькій громаді. Бере початок у селі Сургаївка, тече на північний схід і впадає у річку Шляхову між селом Шляхове та смт Коломак.
- Балка Липова -  ліва притока у Коломацькій громаді. Бере початок у селі Латишівка і впадає у Шляхову в смт Коломак неподалік від її гирла.